# 地上最大のTV動物園
『地上最大のTV動物園』（ちじょうさいだいのてれびどうぶつえん）は、フジテレビの特別番組。

## 概要
さまぁ〜ずを中心としたメンバーが、動物のVTR鑑賞を主とした企画を送る。騒音計測器で観客・パネラーの観声を拾い、各部門ごとに最も歓声が大きかったVTRを発表する。
2011年からは、ドリーム9の「ONE PIECE」からはルフィとチョッパーが、「トリコ」からはトリコと小松が参加している。

## 出演

### 司会
- さまぁ〜ず
  - 三村マサカズ - 動物園支配人
  - 大竹一樹 - 動物カメラマン〔写真家〕
- 生野陽子（フジテレビアナウンサー） - 飼育員、第2弾より出演
- ナマ先生 - 動物に詳しい顧問的ナマケモノのキャラクター。

### レギュラーゲスト
- アンタッチャブル（柴田英嗣〔動物博士〕・山崎弘也） - 第5・6弾、柴田が休養中の第8弾、コンビ活動休止中の第9弾を除く。
- 矢口真里 - 第3弾 - 第7弾。「教えて!動物ポスト」レポーター兼務。
- 斉藤舞子（フジテレビアナウンサー） - 「支配人三村のアニマルクルーズ」レポーター、第6・7弾

### ナレーター
- 真柴摩利
- 宮崎吐夢

### ドリーム9(第9弾以降)
カッコ内左記は担当声優、右記は主な担当部分
- ルフィ  (田中真弓,プレミアゾーン以外の作品タイトル名)
- チョッパー  (大谷育江,プレミアゾーン以外の解説)
- トリコ  (置鮎龍太郎,プレミアゾーンの作品タイトル名)
- 小松  (朴璐美,プレミアゾーンの解説)

### 過去の出演者
- 渡辺和洋（フジテレビアナウンサー） - 第1弾の主任飼育員
- 地デジカ - 第4弾

## 放送日時とサブタイトルと視聴率
放送日時は日本標準時。視聴率はビデオリサーチ関東地区調べ。
1. 2008年9月9日(火曜日)19:00 - 20:54(カスペ!)「地上最大のテレビ動物園」視聴率15.1％
2. 2009年1月13日(火曜日)19:00 - 20:54(カスペ!)「地上最大のTV動物園II」視聴率12.8%
3. 2009年4月5日(日曜日)19:00 - 20:54「地上最大のテレビ動物園 春休み超特大SP!おバカ胸きゅんスゴ技変顔爆笑動物100連発」視聴率12.3％
4. 2009年7月21日(火曜日)19:00 - 20:54(カスペ!)「地上最大のテレビ動物園 夏休み!この動物にあいたいSP」視聴率14.4％
5. 2009年8月13日(木曜日)19:00 - 20:54(木曜特番)「地上最大のTV動物園 夏祭りSP」視聴率11.2%
6. 2009年10月15日(木曜日)19:00 - 20:54(木曜特番)「地上最大のTV動物園 人気アニマルに乗りノリSP」視聴率10.9％
7. 2010年1月17日(日曜日)19:00 - 20:54「地上最大のTVテレビ動物園 最強カワイイ!!ベイビーアニマル大集合SP」視聴率12.5％
8. 2010年9月22日(水曜日)19:00 - 20:54「史上最叫の動物シアタープレミア映像100連発」視聴率10.5％
9. 2011年7月12日(火曜日)19:00 - 20:54(カスペ!)「地上最大のTV動物園 人気モリモリ番組大集合スペシャル」視聴率10.9％
10. 2011年11月2日(水曜日)19:00 -  20:54「地上最大のTV動物園 キュートでおバカワ!最新映像てんこ盛りSP」

## 主なコーナー
- 支配人三村のアニマルクルーズ
第4弾 - 第7弾。ノビテックのハイスピードカメラ「ファントムV640」で撮影した動物と、クロマキー合成で人間とのコラボレーション映像を完成させる。第3弾でも同様の企画『オモシロ動物&芸人 コラボゾーン』が行われた。
- 巨匠大竹のアニマルフォトギャラリー
- アニマル・ムービー・コースター
第1弾のコンセプトを基にされた、カテゴリー分けされた動物の生態観察。
- おいでよ!動物ハウス
- マジかよ・ザ・クエスチョン
動物の意外な真実を出題するクイズコーナー。
- 教えて!動物はてなポスト
第5弾 - 第7弾。動物に関する疑問を芸能人が体を張って解決するコーナー。第7弾では対決形式となり、騒音計測器の観声で勝者を決めていた。
- アニマルベイビーパーク - 生まれたばかりの動物の赤ちゃん飼育館。パイロット版では「とにかく全部かわいいでちゅ ベイビーゾーン」だった。第7弾の番組テーマとして特集された。

### 過去のコーナー
第1弾は、アニマルプラネットの映像を基に、「思わず笑っちゃう!おバカワゾーン」と「動物達の超貴重な瞬間!プレミアゾーン」と「胸キュンアニマル大集合 ラブリーゾーン」と「人間技ならぬ動物技!?驚きの動物たち ズゴ技ゾーン」等に分かれていた。
- トリプル柴田が行く!! アニマルアドベンチャー - 第4弾で柴田の息子とロケーション撮影
- ゆらゆらアクアランド - 第6弾の水族館（エプソン 品川アクアスタジアム）。
- 動物たちの挑戦!アニマルチャレンジ館 - 第7弾

## スタッフ
- 企画：熊谷剛
- 構成：堀田延、増子光男、及川浩和、石坂伸太郎
- 広報：遠藤綾
- プロデューサー：小池竜二
- 演出：山下美紀子
- 監修：新宅広二（TCA）
- 制作協力：リーライダーす
- 制作著作：フジテレビ

### 過去のスタッフ
- 企画：吉田豪